# Wapienica (gmina)
Wapienica – dawna gmina wiejska istniejąca w latach 1973–1976 w województwie katowickim i bielskim. Siedzibą władz gminy była Wapienica (obecnie dzielnica Bielska-Białej).
Gmina jednostkowa Wapienica istniała od 28 lipca 1920 do 30 listopada 1945 roku w woj. śląskim (powiat bielski). 1 grudnia 1945 roku włączona została do nowo utworzonej gminy zbiorowej Jaworze.
Gminę zbiorową Wapienica utworzono 1 stycznia 1973 roku w powiecie bielskim w województwie katowickim z terenu gromad: Wapienica, Jaworze i Międzyrzecze (Międzyrzecze Dolne i Górne). 1 czerwca 1975 znalazła się w nowo utworzonym województwie bielskim.
1 stycznia 1977 roku została zniesiona przez włączenie sołectwa Wapienica do miasta Bielsko-Biała a sołectw Jaworze, Międzyrzecze Dolne i Międzyrzecze Górne do gminy Jasienica. 2 kwietnia 1991 Jaworze utworzyło osobną gminę.